# Pazhayannūr
Pazhayannūr är en ort i Indien.   Den ligger i distriktet Thrissur District och delstaten Kerala, i den södra delen av landet, 2 000 km söder om huvudstaden New Delhi. Pazhayannūr ligger 42 meter över havet och antalet invånare är 15 979.
Terrängen runt Pazhayannūr är huvudsakligen platt, men åt sydväst är den kuperad. Runt Pazhayannūr är det tätbefolkat, med 735 invånare per kvadratkilometer. Närmaste större samhälle är Ottappālam, 10,7 km norr om Pazhayannūr. Omgivningarna runt Pazhayannūr är en mosaik av jordbruksmark och naturlig växtlighet.